# 쇼트랜드 스트리트
쇼트랜드 스트리트(영어: Shortland Street)는 1992년 5월 25일부터 현재까지 TVNZ에서 방영중인 연속극이다.